# 21e cérémonie des European Film Awards
La 21e cérémonie des prix du cinéma européen (21rd European Film Awards), organisée par l'Académie européenne du cinéma, a eu lieu à Copenhague le 6 décembre 2008 et a récompensé les films réalisés dans l'année.

## Palmarès

### Meilleur film
Gomorra
- Entre les murs
- Be Happy
- Il Divo
- L'Orphelinat
- Valse avec Bachir

### Meilleur réalisateur
Matteo Garrone - Gomorra
- Laurent Cantet - Entre les murs
- Andreas Dresen - Septième Ciel
- Ari Folman - Valse avec Bachir
- Steve McQueen - Hunger
- Paolo Sorrentino - Il Divo

### Meilleur acteur
Toni Servillo - Gomorra and Il Divo
- Michael Fassbender - Hunger
- Thure Lindhardt and Mads Mikkelsen -  Les Soldats de l'ombre
- James McAvoy - Reviens-moi
- Jürgen Vogel - La Vague
- Elmar Wepper - Cherry Blossoms

### Meilleure actrice
Kristin Scott Thomas - Il y a longtemps que je t'aime
- Hiam Abbass - Les Citronniers
- Arta Dobroshi - Le Silence de Lorna
- Sally Hawkins - Be Happy
- Belen Rueda - L'Orphelinat
- Ursula Werner - Septième Ciel

### Meilleur scénariste
Maurizio Braucci, Ugo Chiti, Gianni di Gregorio, Matteo Garrone, Massimo Gaudioso et Roberto Saviano - Gomorra
- Suha Arraf et Eran Riklis - Les Citronniers
- Ari Folman - Valse avec Bachir
- Paolo Sorrentino - Il Divo

### Meilleur monteur
Prix non attribué.

### Meilleur chef décorateur européen
Prix non attribué.

### Meilleur compositeur
Max Richter - Valse avec Bachir
- Tuur Florizoone (nl) - Moscow, Belgium
- Dario Marianelli - Reviens-moi
- Fernando Velázquez - L'Orphelinat

### Prix du public du meilleur film
- Bienvenue chez les Ch'tis •  France

### Discovery of the Year - Prix FIPRESCI
: Prix décerné par la fédération internationale de la presse cinématographique.